# Momir Rnić (handball, 1987)
Ne doit pas être confondu avec Momir Rnić (handball, 1955).
Momir Rnić (en serbe : Момир Рнић), né le 1er novembre 1987 à Zrenjanin en Yougoslavie, est un joueur de handball serbe. Il mesure 1,96 mètre et pèse 102 kilos. Il joue au poste d'arrière gauche et évolue depuis 2017 dans le club allemand des Rhein-Neckar Löwen. Il est également dans l'international serbe.

## Biographie
Il est le fils de Momir Rnić, handballeur yougoslave, qui obtient un titre olympique avec la Yougoslavie en 1984 et un titre de champion du monde en 1986.

## Palmarès

### En sélection
- Championnat d'Europe
  -  Médaille d'argent Championnat d'Europe 2012,  Serbie

### En club
compétitions internationales
- vainqueur de la Coupe de l'EHF (C3) (1) : 2012
  - finaliste en 2009

compétitions nationales
- Vainqueur du Championnat de Slovénie en 2009
- Vainqueur de la Supercoupe de Slovénie en 2009 et 2010
- Vainqueur de la Coupe d'Allemagne en 2018
- Vainqueur de la Supercoupe d'Allemagne en 2017